# フトコロレイシダマシ

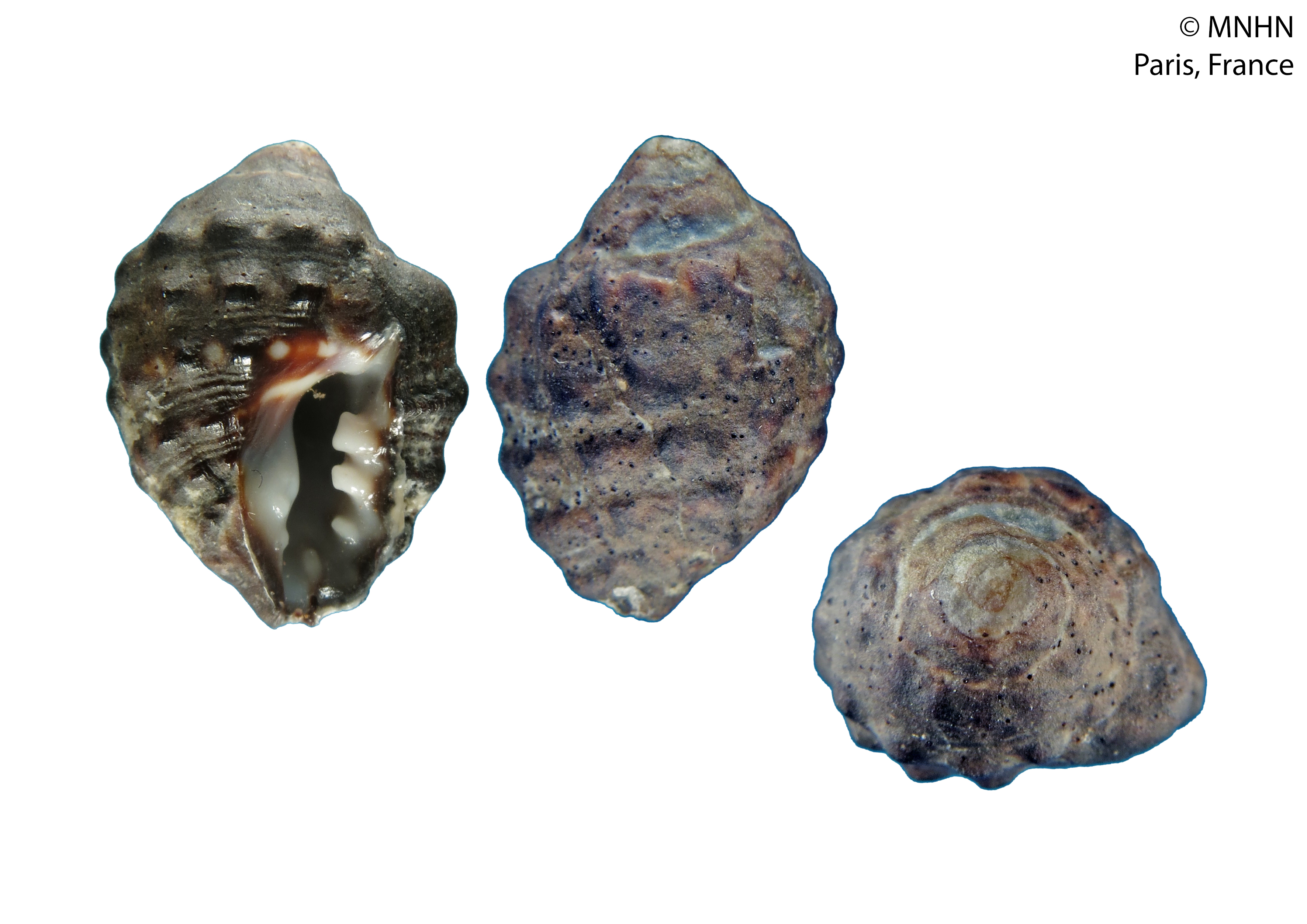
パラタイプ（バヌアツ産）
フランス国立自然史博物館

フトコロレイシダマシ（懐茘枝騙し）、学名 Tenguella chinoi はアッキガイ科に分類される海産の肉食性の巻貝の一種。殻長13-16mmほど。インド西太平洋の暖流域に分布する。
属名の Tenguella は、「Tengu（天狗）」＋「-ellus（指小辞）」で、天狗を筆名とした貝類研究家で「原色日本貝類図鑑」（保育社）の著者・吉良哲明（きら てつあき：1888-1965）への追悼献名。種小名の chinoi は標本提供などで本種の記載等に協力した日本貝類学会の知野光雄（ちの みつお）への献名。
和名はフトコロガイ形のレイシダマシの意。

## 分布
- 伊豆諸島・和歌山県以南、台湾、中国、パプアニューギニア、バヌアツ、北オーストラリア、西オーストラリア州、東ジャワ州[2][3]。

## 形態
大きさと形
成貝の殻長は15mmほどになる。背腹に偏圧された卵型で、螺塔部は低く小さく、大きな体層が大部分を占める。
原殻
原殻は円錐形で3.5層、褐色で光沢があり、後殻との境界は湾曲する。ただし成貝では殻頂が磨滅して原殻部が失われているのが普通である。
彫刻
殻は非常に厚質で、体層には6本の太い螺肋と、各螺肋間に2-3本の細く弱い間肋を廻らす。また太い縦肋があり、螺肋との交点は低く丸みのある結節となる。
殻色
黒褐色から黒色、あるいは鉛色とも。
殻口
完成された殻口は歯状突起により狭められ、縦長の緩いS字型を呈する。外唇内側には4個の発達した歯状突起があり、そのうち最上部の歯状突起が最大最強で矩形に発達し、2番目がこれに次ぎ、下部の2個はやや小さい。内唇上部には滑層瘤があり、外唇接着部との間に狭い肛溝を作る。軸唇も滑層で厚くなり1-2個の弱い襞ができる。歯状突起や滑層は白色、口の外縁部のみが黒く縁取られる。
軟体
--
歯舌
原記載に走査電子顕微鏡写真が示されている。それによれば1個の中歯と1対の側歯からなり、中歯中央には強い中歯尖があり、その隣の小歯尖を挟んで少し小さい側歯尖がある。更にその外側に2-3個の小歯尖を挟み、それらよりやや大きく前方に出る歯尖が最外縁をなす。側歯は細い鎌状。
蓋
--

## 生態
潮線直下のリーフエッジのサンゴの枝間、あるいは潮間帯から水深3mの砂地や岩礁に生息する。

## 分類

### 原記載
- 原記載名：Tenguella chinoi Houart, Zuccon & Puillandre, 2019[3]
- 原記載文献：Novapex 20 (Hors série 12): p.34（記載文）、p.13 (図8A-B：歯舌写真）、 p.17（図12A-B：殻写真）、p.36（図24：分布図）、p.37（図25A-H：タイプ標本写真）。
- ホロタイプ：ロンドン自然史博物館所蔵（登録番号：NHMUK 20080772/1）。DNA採取のために殻は破壊されている。「MORMUD.GM」のラベルのある復元された殻口部分と組織2片からなる標本(GenBank: FN677418[4]：Morula muticaとして[5])。
- パラタイプ：タイプ産地産（ロンドン自然史博物館所蔵）、バヌアツ産及びパプアニューギニア産の複数個体（フランス国立自然史博物館所蔵）（パラタイプの詳細は原著参照）
- タイプ産地：「Guam, Mangalao, Pago Bay, near shore of eroded limestone cliffs, in open bay with near-shore fringing reef.」（グアム島マンギラオ村パゴ湾。浸食された石灰岩崖からなる海岸付近の、岸近い裾礁のある開けた湾内）。

異名
- Morula mutica (Lamarck) - Wilson, 1994[6]: p. 44, pl. 5, figs. 4a, b.
- Azumamorula sp. - Dharma, 2005[7]: p. 168, pl. 59, figs.17a, b.
- Morula (Azumamorula) sp. - 土屋/Tsuchiya, 2017[2]: p. 295 [pl.251, fig.1], p. 958.

### 類似種

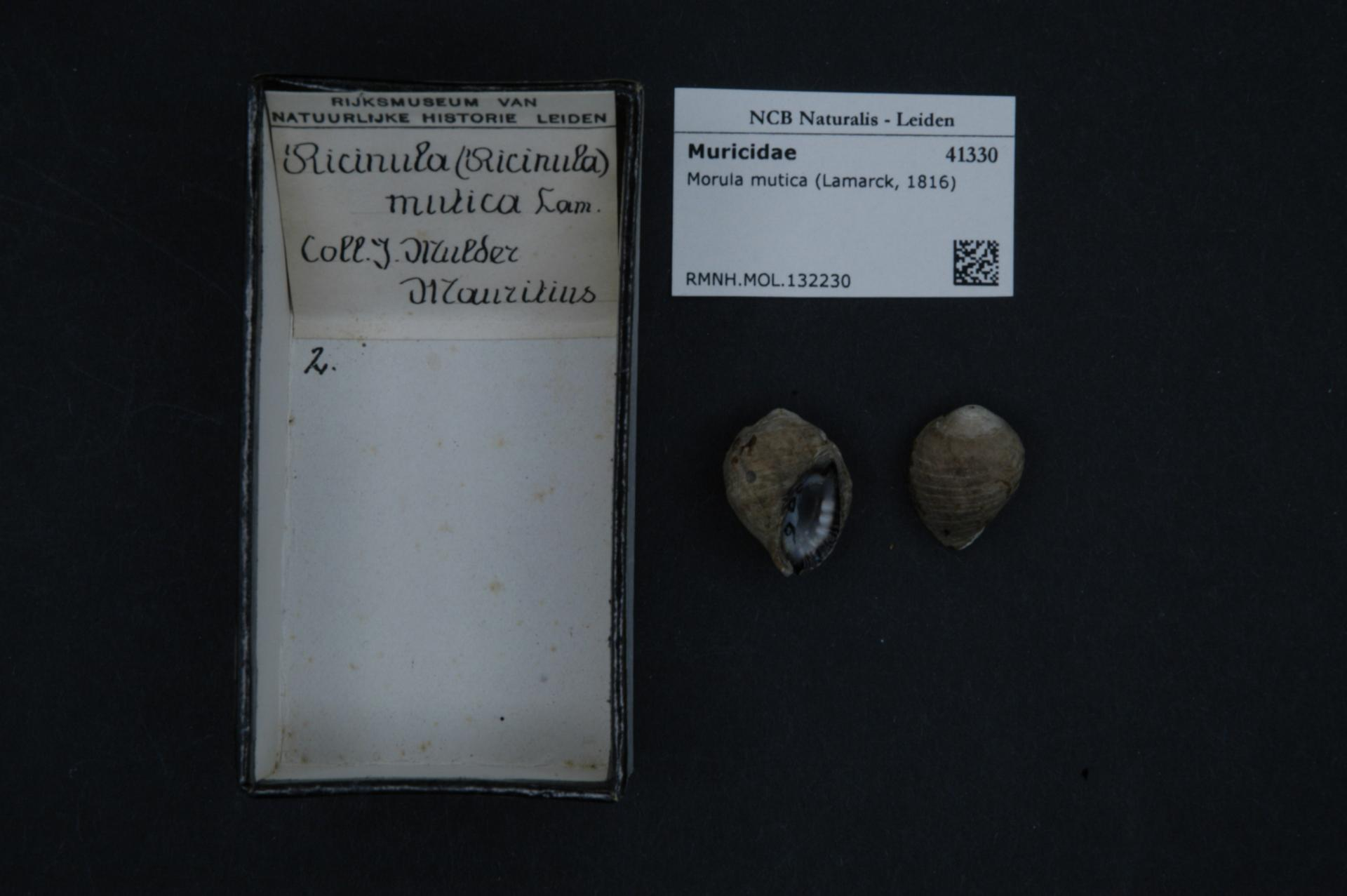
Azumamorula mutica
（モーリシャス産）

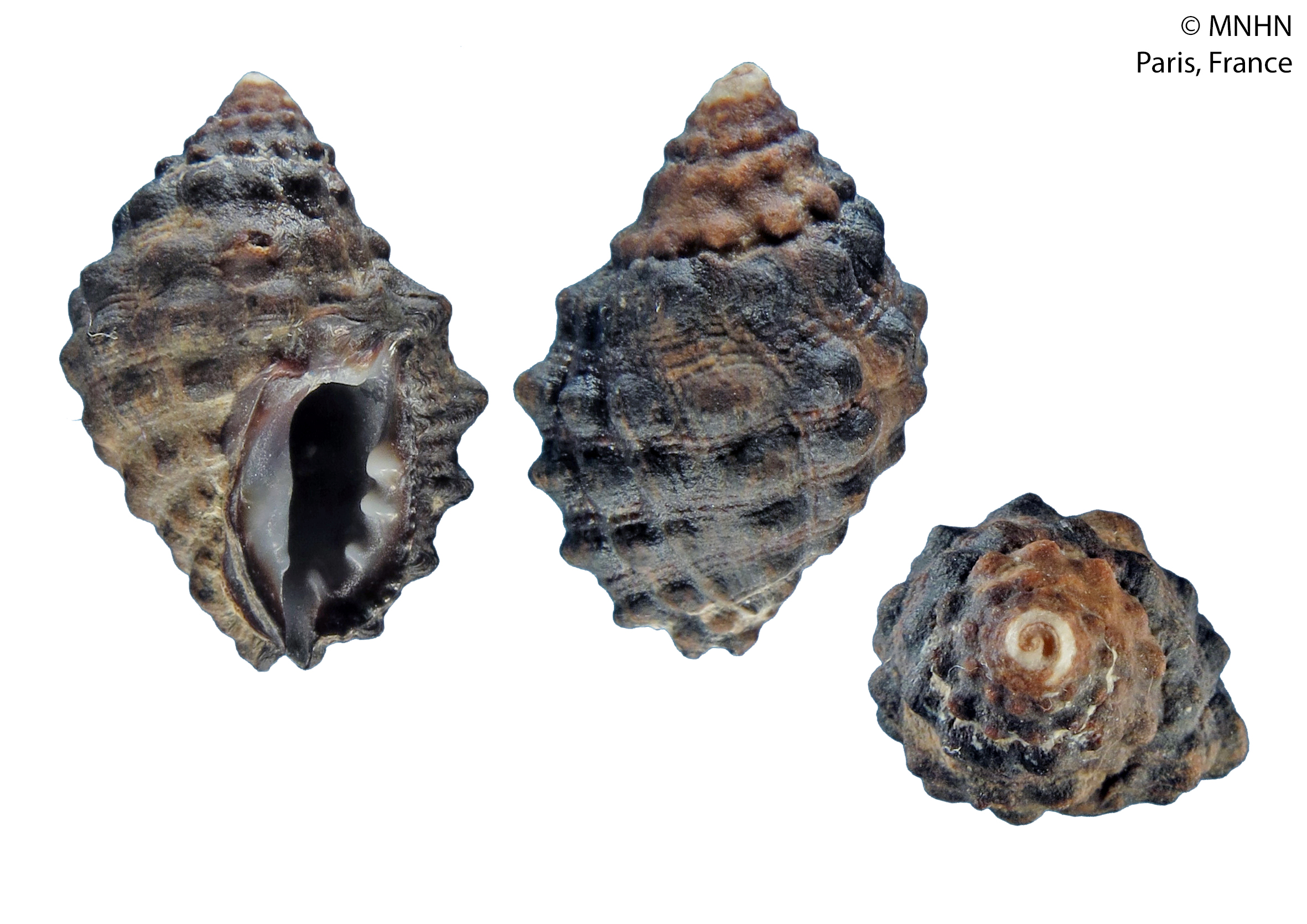
Tenguella ericius
（バヌアツ産のパラタイプ）

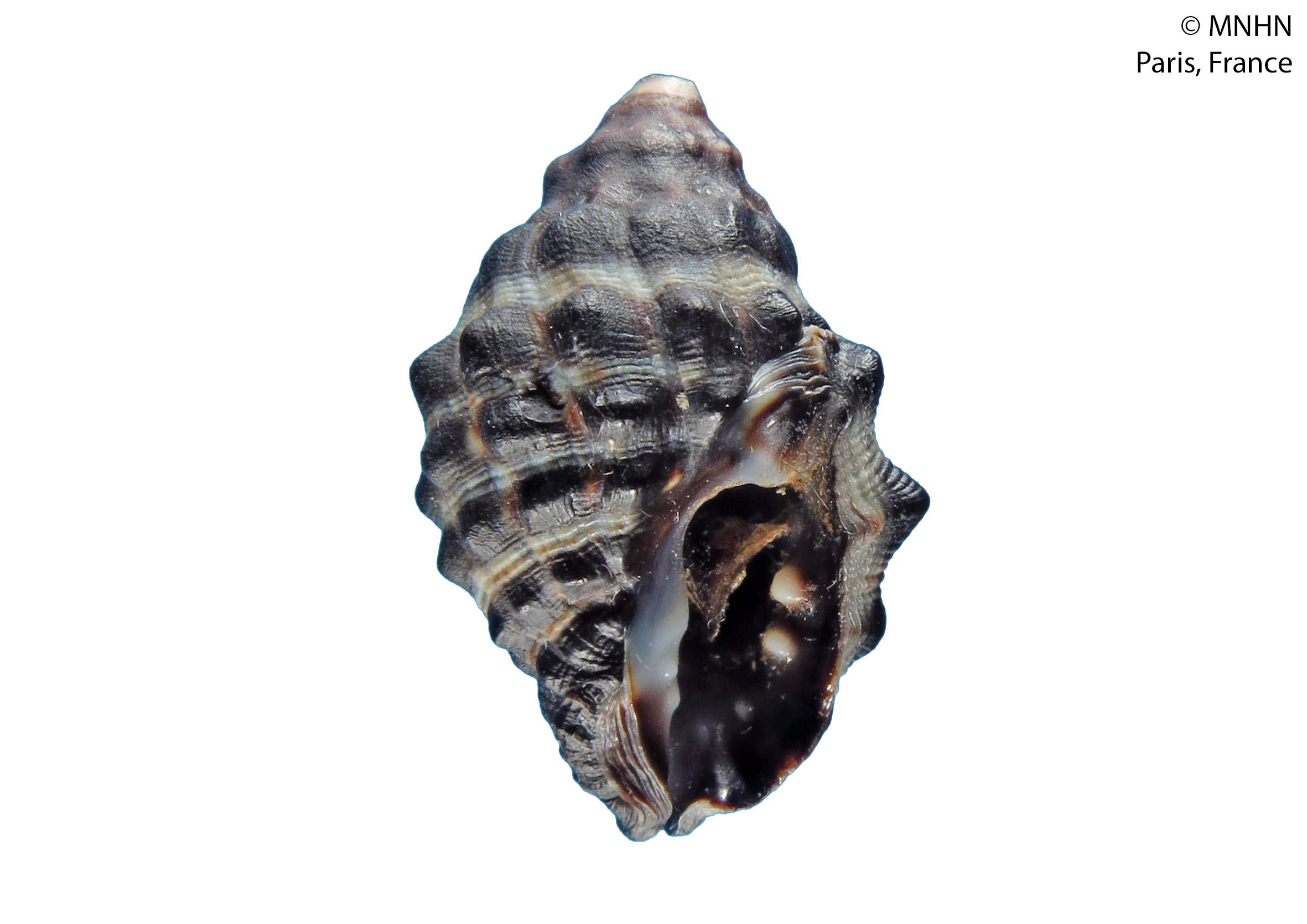
レイシダマシ（バヌアツ産）

本種の原記載で比較言及されているのは以下の3種で、このうち T. ericius 、レイシダマシ 、フトコロレイシダマシの3種は同所的に生息する場合があるという。 
- Azumamorula mutica  (Lamarck, 1816)

フトコロレイシダマシは長期にわたり本種と誤認、もしくは混同されてきた。ずんぐりとした丸い殻形はフトコロレイシダマシに似るが、縦肋が発達しないため瘤状の結節がほとんどできない。外唇内側の歯状突起は通常5個あるが発達が弱く、殻口もそれほど狭まらない。インド洋に分布し、日本には産しない。1属1種で、本種の学名がフトコロレイシダマシに誤用されたために、属名 Azumamorula に「フトコロレイシダマシ属」の和名が付けられた。
- Tenguella ericius Houart, Zuccon & Puillandre, 2019

フトコロレイシダマシや、特に下記のレイシダマシと非常によく似ているが、遺伝子解析により別種であることがわかった。フトコロレイシダマシに比べると、螺塔が僅かに高い傾向があり、殻表の結節はやや強く、歯状突起の発達はやや弱いため殻口は少しだけ広い。日本からは未記録だが、分布域はレイシダマシやフトコロレイシダマシと概ね重なっており、それらと同所的に生息する場合もある。
- Tenguella granulata (Duclos, 1832) レイシダマシ

レイシダマシ属 Tenguella のタイプ種。変異幅の大きな種だが、フトコロレイシダマシに比べ大型になり、殻型は丸まっこくなく、結節は強く、殻口の歯状突起の発達が弱いため殻口もやや広い。また一般に縦肋間が淡色になる。本州中部以南のインド西太平洋に広く分布し、フトコロレイシダマシと同所的に生息する場合もある。